# Пурпура
Пу́рпура (лат. purpura) — медицинский симптом, характерный для патологии одного или нескольких звеньев гемостаза.

## Проявления пурпуры
Под пурпурой понимают мелкопятнистые капиллярные кровоизлияния в кожу, под кожу или в слизистые оболочки. Единичные кровоизлияния могут быть точечными (петехии), реже полосовидными (вибекс), мелко- (экхимозы) или крупнопятнистыми (кровоподтёки). Обычно наблюдается в виде множественных петехий и экхимозов диаметром до 1 см.

## Этиология
Это неспецифический симптом, проявляющийся при ряде заболеваний, однако имеющий в своей основе общие механизмы развития.
В общем случае причиной возникновения пурпуры является формирование склонности к кровотечениям (геморрагического диатеза) вследствие таких патологических процессов как:
- Патология тромбоцитарного звена гемостаза (повреждения или дефицит тромбоцитов):
  - первичная тромбоцитопеническая пурпура;
  - вторичная тромбоцитопеническая пурпура[англ.];
- токсико-аллергические нарушения гемокоагуляции (например, лекарственные или инфекционные);
- застой крови;
- патология со стороны коагуляционного звена гемостаза:
  - синдром диссеминированного внутрисосудистого свёртывания.
- патология сосудистой стенки (васкулит, например, геморрагический васкулит — пурпура Шенлейна-Геноха[1].

Чаще пурпура наблюдается на нижних конечностях. Вследствие катаболизма гемоглобина со временем сыпь претерпевает закономерные изменения. Сначала цвет элементов красный или бордовый, далее окраска сменяется на фиолетовую, коричневую, переходит через зелёный и затем к 7—10-му дню — к жёлтому цвету билирубина .
В отличие от эритемы, геморрагические пятна не исчезают при надавливании на них.